# Castello di Oria
Il castello di Oria (in provincia di Brindisi) occupa il colle del Vaglio, la parte più alta della città, a circa 166 m s.l.m., su un'area abitata sin dai periodi più remoti. Infatti quest'area era occupata dalla acropoli messapica, che probabilmente si dotò di mura intorno al VI secolo a.C. come è ancora in parte visibile qualche centinaio di metri più in basso in Piazza Cattedrale.

## Storia

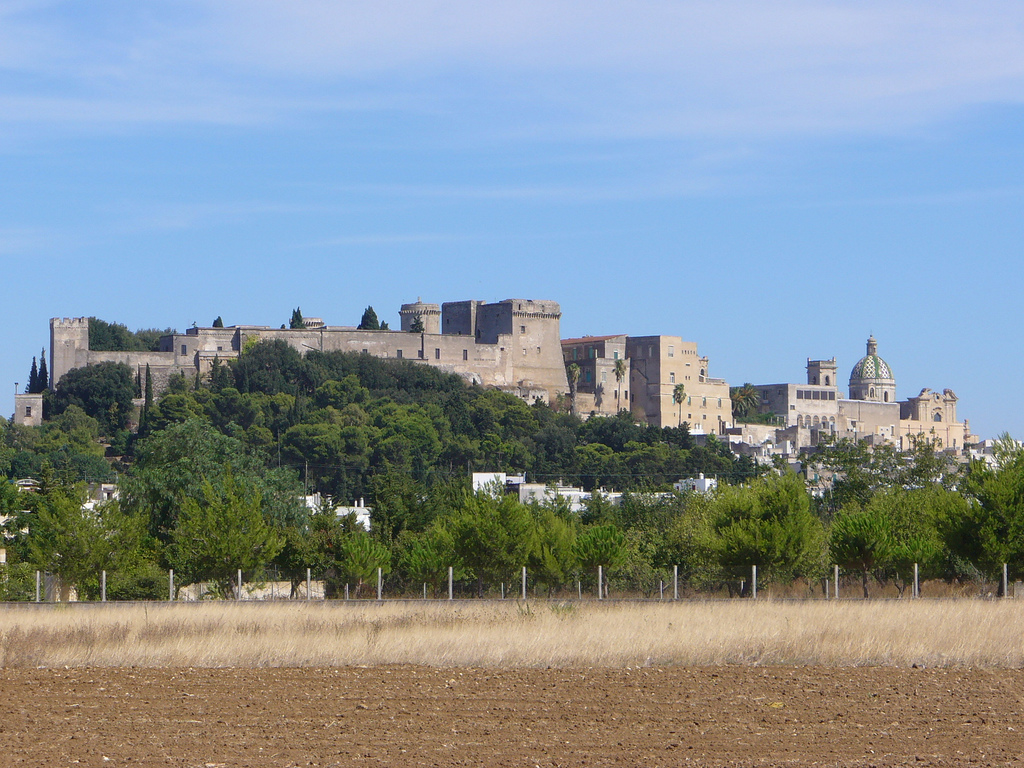
Vista della cittadina di Oria, con il castello (a sinistra)

Considerata l'importanza strategica del territorio di Oria (che divideva spesso con diverse sfumature di dominio i territori bizantini da quelli dei Longobardi), pur senza prove archeologiche si deve presumere l'esistenza di un primo nucleo fortificato già in età altomedievale. In seguito (XI secolo), vi dovette essere una qualche forma di difesa/controllo dell'abitato e del territorio effettuato dai normanni che infeudarono la città. Probabilmente a tale primo nucleo del castello oritano è riferibile il torrione di forma quadrata, inglobato poi in parte in strutture di epoche successive.
Numerose modifiche subì il maniero in età federiciana (1225-1233), al punto che generalmente viene denominato "castello svevo"; alcune fonti locali vogliono che lo stesso "Stupor mundi" edificò il castello, in realtà è più realistico pensare che Federico II lo ampliò e lo modificò secondo nuove esigenze di residenza: sappiamo infatti che in occasione del suo matrimonio con Iolanda di Brienne il castello ospitò numerosi ospiti d'onore.
Altre importanti modifiche furono effettuate nel periodo angioino a cui vanno riferite le torri cilindriche dette "del salto" e del "cavaliere". L'originario mastio normanno-svevo fu pesantemente riadattato, come d'altronde tutta la struttura, anche nel corso del XV-XVI secolo adattandolo alle nuove esigenze difensive, nate con l'adozione delle armi da fuoco, e dotandolo quindi di numerose cannoniere in parte ancora oggi visibili. Infine è stato oggetto di integrazioni, restauri e ricostruzioni tra Ottocento e Novecento: nel corso del 1897 il castello devastato dal tornado che investì la città di Oria.
Numerose volte il castello ha dovuto resistere ad assedi, come quello di Manfredi, o agli assalti di Giacomo Caldora (1433), di Pietro de Paz (1504) che non riuscì a prendere la rocca. 
Il castello ospitò, oltre agli invitati al matrimonio di Federico II, anche la regina Maria d'Enghien (1407), il suo sposo Ladislao re di Napoli (1414), la principessa Isabella di Chiaromonte e il re Ferrante d'Aragona (1447); un episodio molto importante per l'epoca è la partenza di Alfonso II di Napoli da Oria per liberare Otranto dai Turchi (1480). Anche in tempi recenti è stato meta di personalità e studiosi italiani e stranieri quali: Maria Josè di Savoia, Margaret d'Inghilterra, il cardinale Tisserant, principi di casa d'Asburgo, Theodor Mommsen, Paul Bourget, Ferdinand Gregorovius.
Il 15 dicembre 1933 il Comune di Oria cedette il Castello alla famiglia Martini Carissimo, ricevendone in cambio Palazzo Martini, poi adibito a Sede Municipale. I Martini Carissimo restaurarono il castello con l'ausilio dell'architetto Ceschi. In considerazione dello sforzo profuso dalla famiglia Martini Carissimo, il Re d'Italia Vittorio Emanuele III, volle conferire a questa famiglia, già conti e Patrizi di Benevento, il titolo di Conti di Castel d'Oria.

## Stato attuale

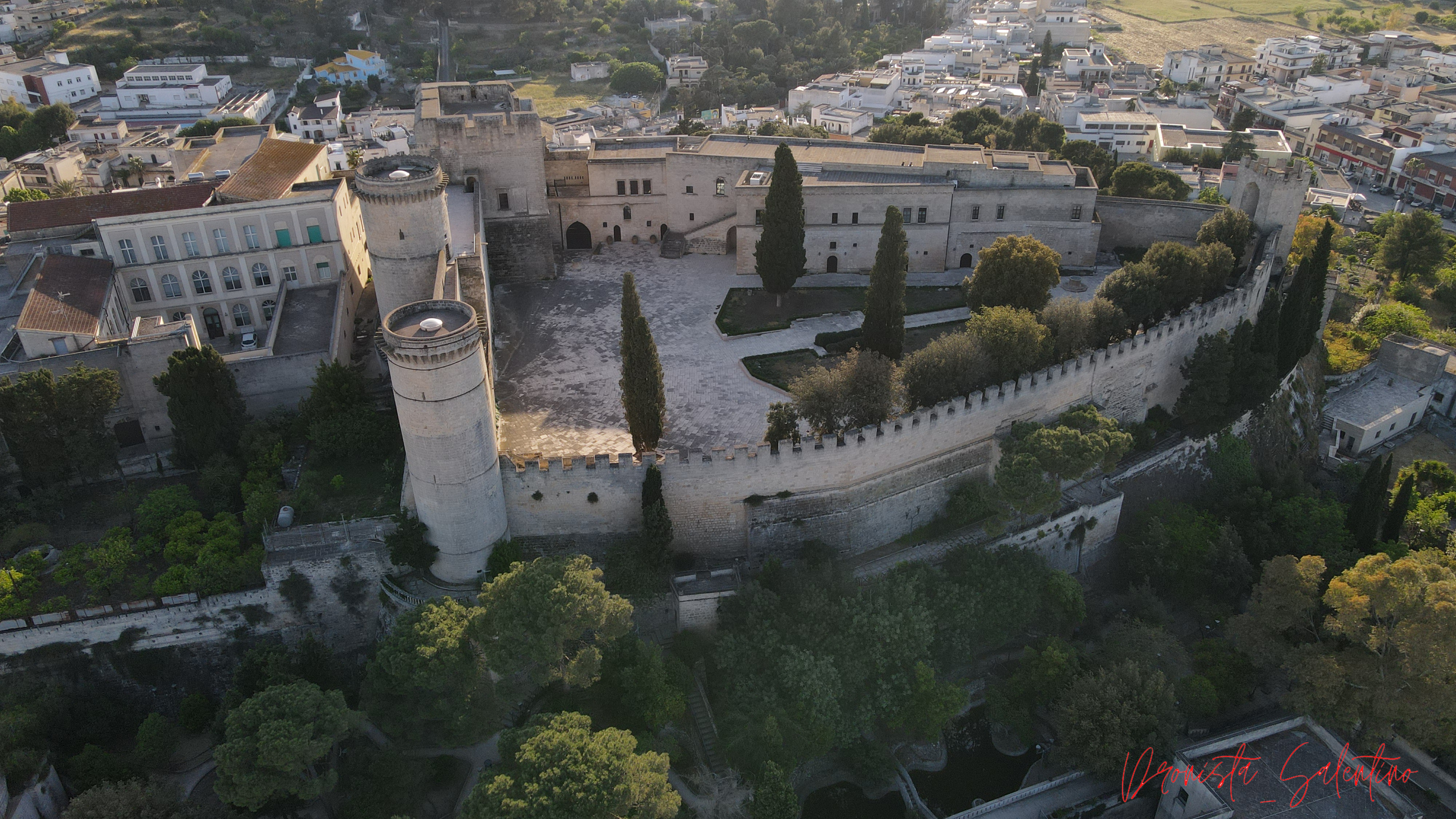
Castello visto dall'alto

Il 2 luglio 2007 il castello è stato acquistato dalla società Borgo Ducale S.r.l. dei coniugi Romanin, i quali sono stati condannati per abusi edilizi in danno del castello con sentenza passata in giudicato. Dal 2007 il castello non è stato più riaperto al pubblico se non in rare occasioni.

## Architettura

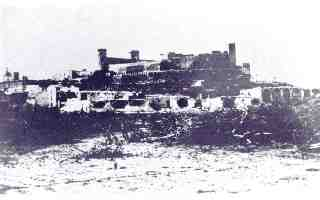
Veduta del castello di Oria dopo il terribile ciclone del 1897

### Struttura
Il maniero ha forma di triangolo isoscele, con il vertice, costituito dalla torre detta dello Sperone, rivolto a Nord. Vi è poi il mastio (probabilmente normanno-svevo) e due ulteriori torri cilindriche: "del salto" e "del cavaliere".

### La torre quadrata
Sita alla punta settentrionale del maniero la torre detta "dello sperone" è probabilmente riferibile al periodo svevo, al XII-XIII secolo; la sua forma alta e svettante era particolarmente adatta alla difesa con arco, infatti sulla faccia di tale torre sono presenti alcuni fori, utilizzati da chi si difendeva. Tale torre faceva parte della difesa "avanzata" del castello, seppur il lato del castello era già ben protetto naturalmente dalla collina scoscesa. A differenza del lato opposto molto meglio curato nella difesa che dava verso il centro cittadino. La torre è dotata di piccoli becatelli e merlatura "guelfa".

### Il mastio
Nella zona meridionale del castello è posto il Mastio o "Donjon" probabilmente di epoca normanna, che trova riscontri nel mondo anglo sassone e normanno, la struttura normanna però non rappresenta altro che un inizio su cui furono effettuate numerose modifiche nel corso dei secoli sin dal periodo svevo, per poi passare all'età tardo medievale. Il basamento di tale imponente torrione risulta scarpato per essere meglio difendibile dall'alto e non attaccabile dal basso, se non con l'ausilio delle artiglierie. Infatti il margine esporrebbe eventuali arcieri o balestrieri più facilmente al tiro degli assediati. Questo tipo di torrione scarpato ha numerosi paragoni anche nel Salento, come ad esempio nei castelli di Mesagne e Galatone solo per citarne due. Anche il mastio è dotato di beccatelli. La struttura dal tardo quattrocento in poi si dotò di mezzi per la difesa/attacco con le armi da fuoco. È probabile che tale nucleo del castello possa rappresentare il primo nucleo del maniero oritano, accanto a cui in seguito si sviluppò tutto l'edificio difensivo. In un primo momento come in altri casi: Castello di Lecce, Castello di Copertino, Galatone, Mesagne ecc. Il torrione doveva essere un unico edificio difensivo isolato cui si accedeva tramite ponte levatoio. Una traccia di ciò potrebbe essere una porta oggi murata dove forse poteva avvenire l'accesso in origine. L'interno è separato da un muro che crea due ambienti con archi a tutto sesto. Sulle pareti sono ancora visibili i buchi delle impalcature utilizzate per la costruzione del castello e i resti di un caminetto, ciò ci indica la presenza di un secondo piano del torrione poi evidentemente demolito.

### Le torri circolari
Le torri circolari (del salto e del cavaliere) sono probabilmente da riferire all'età angioina (abbiamo riferimenti in tutto il meridione d'Italia), entrambe sono dotate di beccatelli che probabilmente reggevano un cammino di ronda (forse in legno e oggi del tutto scomparso), le due torri circolari sono collegate da uno stretto passaggio la cui base, risulta scarpata sulla sommità sono presenti i posti in cui nel tardo medioevo veniva collocata l'artiglieria pesante. Su una di tali torri è scolpito lo stemma della famiglia Imperiali. Va sottolineato che la zona Sud del maniero risulta molto meglio difesa del resto della "fortezza" questo perché era il punto più vulnerabile (qui la collina era meno scoscesa) e più esposto agli attacchi in quanto era quello a più diretto contatto con il centro cittadino. Una leggenda accompagna la cosiddetta "torre del salto" così denominata poiché, una dama causa un corteggiamento non gradito e la successiva costrizione al matrimonio, decise di gettarsi dalla torre togliendosi la vita. Tradizioni popolari narrano che in alcune notti si può scorgere la castellana dietro qualche finestra del maniero. L'altra torre circolare è così denominata per motivi architettonici, atteso che le torri circolari che si fondevano con un muro erano denominate a cavaliere.

### La piazza d'armi
L'intero edificio si sviluppa attorno ad un cortile a forma di triangolo isoscele. Tale piazza d'armi poteva probabilmente contenere un alto numero di uomini in arme, pari a circa 3000/5000. Inoltre in tale cortile, ai piedi della torre del salto (sud-est), si può accedere alla cripta dei SS.Crisanto e Daria. L'ingresso è segnalato da colonne, forse appartenenti all'antica chiesa bizantina qui presente, della quale rimane un ricordo nelle arcate presenti sul muro meridionale del castello riportate alla luce in seguito ai recenti lavori di restauro ed un tempo celate da una imponente formazione di edera. Nel cortile è oggi visibile l'accesso ad un passaggio sotterraneo (abitualmente nascosto alla vista) che si ritiene venisse utilizzato per allontanarsi dal castello e dalla città in caso di assedio. Si ipotizza che tale cunicolo (oggi interrotto) procedesse sotto terra per diversi chilometri, tanto che la tradizione cittadina vuole che giungesse fino alla città di Brindisi, posta a circa 35 km (tradizione chiaramente molto esagerata). Certamente il cunicolo giungeva fuori le mura.

### La cripta
Riportata alla luce nel 1822, è storicamente attribuita al volere del vescovo Teodosio (ca. 850-895) per ospitare le reliquie dei santi Crisante e Daria ricevute in dono da papa Stefano V. Una scalinata, aperta nel cortile del castello svevo, e scavata nella roccia, consente l'accesso al piccolo edificio. Fu interrata nel XIII secolo in fase di ristrutturazione dell'area su cui sorse la costruzione federiciana.
Quanto si estendesse all'epoca la cripta non è dato saperlo, essendo stata tagliata all'altezza della quarta campana per la costruzione delle fondamenta del muraglione. Di impianto longitudinale, la chiesa scavata nella roccia dell'acropoli è in realtà quasi interamente costruita in blocchi di carparo ed è dotato di una sola abside situata ad ovest. La collocazione dell'abside a Ovest (propria delle chiese pagane) lascia immaginare da parte di altri studiosi, che la chiesa fosse antecedente al periodo bizantino, volendola ricondurre addirittura a periodo messapico. Le cupole presentano il più antico esempio nella regione di quella copertura a “tholos” (diffuso in seguito nel trullo). Nulla delle primitive decorazioni e degli affreschi di un tempo è rimasto. Gli affreschi visibili oggi, di cui solo uno in buono stato di conservazione che reca la data del 1636 (si può riconoscere l'immagine del Cristo in trono), risalgono tutti a dopo il XIII secolo.

### La torre del Salto
La torre del Salto è una delle due torri angioine costruite all'ingresso del castello e si chiama "del salto" perché una leggenda racconta che nella notte di nozze tra una ragazza adolescente e un castellano molto più vecchio di lei, la ragazza si rinchiuse in quella torre e si buttò da essa piuttosto che trascorrere il resto della sua vita con quel nobile. All'interno la torre è, come anche la torre del cavaliere, a "stile Pantheon" con il caratteristico buco al centro della volta.

### La torre del Cavaliere
La torre del Cavaliere è invece la torre in cui i cavalieri si armavano e si vestivano. In essa vi sono varie incisioni di soldati della seconda guerra mondiale che ivi si rifugiavano.